# Prosopocera cantaloubei
Prosopocera cantaloubei là một loài bọ cánh cứng trong họ Cerambycidae.